# Алёхин, Леонид Андреевич
Леонид Андреевич Алёхин (1922—2005) — советский и российский  физик, инженер, лауреат государственных премий.

## Биография
Родился 22 июня 1922 года в Красноармейске Курской губернии в семье сельских учителей. Вскоре переехал с родителями в село Ягодное (сейчас — Колпянский район Орловской области), а в 1935 году — в Курск.
В 1939 году окончил среднюю школу и поступил на физико-математический факультет Воронежского университета.
В начале 1941 года со второго курса призван в армию. Участник защиты Бреста и Сталинграда (где был командиром орудия «Катюша»), прорыва блокады Ленинграда, боёв на территории Германии. 
Демобилизовался в декабре 1945 года и восстановился в университете. После получения диплома (июнь 1949 года) направлен в Институт химической физики.
В сентябре того же года по приглашению В. С. Фурсова перевёлся на комбинат № 817 (ПО «Маяк»). Там его карьера быстро пошла в рост: инженер, зам. начальника смены, начальник смены уран-графитового реактора АВ-1, начальник смены реактора АВ-3 (производство трития для водородной бомбы).
Первая советская водородная бомба была успешно испытана на Семипалатинском полигоне 12 августа 1953 года. После этого большая группа специалистов комбината № 817, в том числе и Алёхин, была награждена Сталинской премией.
С 1958 по октябрь 1984 года начальник реакторного отдела ГУ Минсредмаша.
С 1984 года ведущий инженер реакторного отдела ИТЭФ.
Умер 13 апреля 2005 года.

## Признание
- Сталинская премия третьей степени (1953) — за разработку и промышленное освоение методов выделения и переработки трития
- Ленинская премия (1960) — за реализацию мероприятий по усовершенствованию характеристик промышленных реакторов.
- Государственная премия СССР (1982) — за участие в работах по реактору «Руслан».
- орден Красной Звезды
- орден Отечественной войны I степени (6.4.1985)
- орден Трудового Красного Знамени
- медаль «За боевые заслуги» (10.10.1942; был представлен к ордену Красной Звезды))